# Maladie respiratoire

Prévalence des maladies respiratoires dans le monde (selon DALY/OMS 2004)

Une maladie respiratoire est une maladie qui touche l'appareil respiratoire ou qui provoque des troubles de la respiration.
L'étude des maladies respiratoires est connue sous le nom de pneumologie.

## Histoire épidémiologique
Les maladies respiratoires ont sans doute toujours existé, mais elles ont évolué.
Jusqu'à la révolution industrielle, la médecine traitait des maladies phtisiologiques et essentiellement la tuberculose, la grippe et quelques autres infections respiratoires endémiques de nombreuses régions habitées par l'homme.

Une source supplémentaire de risques était l'exposition à la fumée de foyers intérieurs brûlant du bois et/ou du charbon (qui existe encore dans les pays dits « en développement » ou « pauvres ».
Mais alors qu'aux XIXe – XXe siècles la tuberculose régressait spectaculairement grâce à la vaccination, aux antibiotiques et aux progrès de l'hygiène, les médecins ont vu apparaître de nouvelles pathologies (allergies avec chocs anaphylactiques parfois, cancers et diverses pneumopathies telles que bronchite chronique et insuffisance respiratoire ) dues aux facteurs suivants qui peuvent additionner ou exacerber leurs effets respectifs :
- la pollution de l'air urbain (par le charbon et l'industrie lourde) ;
- la pollution automobile (émissions microparticulaires du moteur diesel notamment, mais pas uniquement) ;
- les pollutions générées par d'autres types de transport (avions autour des aéroports, transport maritime aux environs des ports ou de grands axes de circulation) ;
- travail ou vie en milieu minier ou industriel ou urbain empoussiéré (dont par la silice source de silicose, ou l'amiante source d’asbestose…
- le chauffage ;
- l'épandage de grandes quantités de pesticides, en zone rurale
- pics d'ozone qui peuvent se manifester en ville, mais aussi en milieu rural et littoral sous le vent de zones riches en sources de pollution.
- le VIH/SIDA, la malnutrition et une épidémie d'obésité ou encore l'apparition de phénomènes nosocomiaux et d'antibiorésistances sont aussi de nouveaux facteurs de risques.

## Prévalence
Aux États-Unis, un million de personnes souffrent de rhumes par an. Une personne sur sept au Royaume-Uni est touchée par une forme de maladie pulmonaire chronique, le plus souvent une maladie pulmonaire obstructive chronique (MPOC) et l'asthme.
En France, au début du XXIe siècle, les maladies respiratoires causent environ 12 % des décès et sont la première cause d’absentéisme chez les adultes jeunes (grippes et syndromes grippaux surtout), mais elles affectent l'homme à tous les âge, de la mort subite du nourrisson, aux bronchites asthmatiformes de l'enfant, de l'adolescent ou de l'adulte aux allergies bronchiques ou ORL qui se manifestent à tous les âges. Les infections virales compliquées d'attaques de bactéries opportunistes peuvent devenir difficiles à traiter quand des phénomènes de baisse de l'immunité et/ou d'antibiorésistance apparaissent. Environ 65 000 patients font l'objet d'une oxygénothérapie à domicile ou une ventilation au masque nasal.

Selon l'Anses et le réseau national de vigilance et de prévention des pathologies professionnelles (rnv3p), les maladies respiratoires constituent encore la première pathologie professionnelle et de 2001 et 2009, les problèmes de santé au travail déclarés aux centres de consultation de pathologies professionnelles ont augmenté de presque 6 %/an en moyenne. C'est ce qui ressort du rapport scientifique du réseau national de vigilance et de prévention des pathologies professionnelles (rnv3p) (qui rassemble 32 centres de consultation de pathologies professionnelles dit "CCPP" en France métropolitaine sous l'égide de l'Anses qui, sur la base des données provenant d'environ 200 000 consultations par an, en tire des données épidémiologiques injectées dans une base de données nationales sur les pathologies professionnelles à des fins de vigilance, d'amélioration des connaissances et de prévention des risques professionnels.

Les pathologies les plus déclarées sont les pathologies respiratoires (24 %) ;

## Exemples de maladies respiratoires
- Cancer du poumon
- Cancer des voies aérodigestives supérieures
- Cancer de la gorge
- Asthme
- Bronchite
- Bronchiolite
- Broncho-pneumopathie chronique obstructive
- Étouffement
- Grippe
- Grippe porcine
- Légionellose
- SRAS
- COVID-19

## Causes
Les maladies respiratoires sont principalement provoquées par le tabagisme ou le pollen, certains produits chimiques en suspension et la pollution de l'air.

## Conséquences
Les maladies respiratoires sont responsables de 3 millions de décès tous les ans et sont notamment responsables de plus de 10 % des hospitalisations et plus de 16 % des décès au Canada.

## Prévention
Le mode de vie tel que l'exercice régulier et une alimentation saine sont importants dans la prévention et le traitement des maladies respiratoires. La vaccination peut prévenir certaines maladies respiratoires, telles que les grippes.

## Traitement
Le traitement des cancers du système respiratoire dépend du type de cancer. La chirurgie, la chimiothérapie et la radiothérapie sont utilisées. Les chances de survie du cancer du poumon dépendent du stade du cancer au moment où le cancer est diagnostiqué. Dans le cas des métastases au poumon, le traitement peut parfois être curatif, mais seulement dans certaines rares circonstances.